# Paulo Robspierry Carreiro
Paulo Robspierry Carreiro, meglio noto come Paulinho Piracicaba o semplicemente come Paulinho (Piracicaba, 16 gennaio 1983), è un ex calciatore brasiliano naturalizzato hongkonghese, di ruolo attaccante.

## Carriera

### Club
Ha giocato nella massima serie hongkonghese.

### Nazionale
Tra il 2015 e il 2016 ha giocato 4 partite con la nazionale hongkonghese, realizzandovi anche una rete.

## Statistiche

### Cronologia presenze e reti in nazionale
| Cronologia completa delle presenze e delle reti in nazionale ― Hong Kong | Cronologia completa delle presenze e delle reti in nazionale ― Hong Kong | Cronologia completa delle presenze e delle reti in nazionale ― Hong Kong | Cronologia completa delle presenze e delle reti in nazionale ― Hong Kong | Cronologia completa delle presenze e delle reti in nazionale ― Hong Kong | Cronologia completa delle presenze e delle reti in nazionale ― Hong Kong | Cronologia completa delle presenze e delle reti in nazionale ― Hong Kong | Cronologia completa delle presenze e delle reti in nazionale ― Hong Kong |
| Data                                                                     | Città                                                                    | In casa                                                                  | Risultato                                                                | Ospiti                                                                   | Competizione                                                             | Reti                                                                     | Note                                                                     |
| ------------------------------------------------------------------------ | ------------------------------------------------------------------------ | ------------------------------------------------------------------------ | ------------------------------------------------------------------------ | ------------------------------------------------------------------------ | ------------------------------------------------------------------------ | ------------------------------------------------------------------------ | ------------------------------------------------------------------------ |
| 7-11-2015                                                                | Hong Kong                                                                | Hong Kong                                                                | 5 – 0                                                                    | Birmania                                                                 | Amichevole                                                               | -                                                                        | 46’                                                                      |
| 12-11-2015                                                               | Male                                                                     | Maldive                                                                  | 0 – 1                                                                    | Hong Kong                                                                | Qual. Mondiali 2018                                                      | 1                                                                        |                                                                          |
| 17-11-2015                                                               | Hong Kong                                                                | Hong Kong                                                                | 0 – 0                                                                    | Cina                                                                     | Qual. Mondiali 2018                                                      | -                                                                        | 79’                                                                      |
| 23-4-2016                                                                | Doha                                                                     | Qatar                                                                    | 2 – 0                                                                    | Hong Kong                                                                | Qual. Mondiali 2018                                                      | -                                                                        | 84’                                                                      |
| Totale                                                                   |                                                                          | Presenze                                                                 | 4                                                                        |                                                                          | Reti                                                                     | 1                                                                        |                                                                          |